# Lægemiddelstyrelsen
55°39′40.92″N 12°34′12.99″Ø / 55.6613667°N 12.5702750°Ø
Lægemiddelstyrelsen er en styrelse under Sundhedsministeriet. Lægemiddelstyrelsen administrerer lovgivningen om lægemidler (til både mennesker og dyr), medicintilskud, apoteker, medicinsk udstyr og euforiserende stoffer. Det er også Lægemiddelstyrelsens opgave at sikre kvaliteten af lægemidler, der anvendes i Danmark.
Lægemiddelstyrelsens hovedopgaver er kort sagt følgende:
- Godkendelse og kontrol af lægemiddelvirksomheder og lægemidler (til både mennesker og dyr) på det danske marked
- Overvågning af bivirkninger ved lægemidler og godkendelse af kliniske forsøg
- Beslutninger om, hvilke lægemidler der skal have tilskud
- Tilsyn med medicinsk udstyr, som er tilgængeligt i Danmark, og overvåger utilsigtede hændelser med medicinsk udstyr.
- Apotekerbevillinger, tilrettelæggelse af apoteksstrukturen og tilsyn med apoteker og detailforhandlere af medicin.

## Historie
Lægemiddelstyrelsen blev i 1997 oprettet som en selvstændig institution under Indenrigs- og Sundhedsministeriet. Tidligere hed organisationen Sundhedsstyrelsens Farmaceutiske Laboratorium. I 2003 flyttede Lægemiddelstyrelsen til nye lokaler på Islands Brygge i København,  der tidligere har huset Dansk Sojakagefabrik. Lægemiddelstyrelsen blev 1. marts 2012 fusioneret med Sundhedsstyrelsen, men blev i 2015 reetableret som selvstændig styrelse.

## Formål
Lægemiddelstyrelsens mission er effektive, sikre og tilgængelige lægemidler samt medicinsk udstyr til gavn for den enkelte borger og samfundet. Det gør styrelsen blandt andet ved at bidrage til at forme dansk og europæisk lovgivning om eksempelvis lægemidler, apoteker og medicintilskud, samt ved at overvåge, at den gældende lovgivning bliver fulgt.
Lægemiddelstyrelsens vision er: Lægemiddelstyrelsen i europæisk topklasse. Det vil Lægemiddelstyrelsen nå gennem fokus på følgende fem områder:
- Aktiv dialog og samarbejde - værdi for borgerne
- Kvalitet og leverancer til tiden
- Faglighed og engagement – en fantastisk arbejdsplads!
- Bidrag til Danmark som førende Life science nation
- Drivkraft i det europæiske samarbejde og en stærk international position

Lægemiddelstyrelsen har formuleret en femårig strategi 2017-2021, som skal bringe styrelsen i europæisk topklasse. Strategien slår fast, at Lægemiddelstyrelsen først og fremmest arbejder for borgernes sundhed, men også for vækst i Danmark. Strategien beskriver en række indsatsområder, som følger de fem punkter i visionen (http://laegemiddelstyrelsen.dk/da/om/mission-og-vision).

## Lægemiddelstyrelsens afdelinger
Direktionen har det overordnede ansvar for Lægemiddelstyrelsens strategi og faglige arbejde. Direktionen har også det overordnede ledelses- og personaleansvar i forhold til styrelsens medarbejdere.Endelig er direktionen øverste ansvarlige i forhold til sagsgange og relationer til omverdenen - herunder Folketinget, ministeriets departement, andre myndigheder, offentligheden samt internationalt samarbejde (http://laegemiddelstyrelsen.dk/da/om/organisation/direktionen).
Apoteker & Medicintilskud varetager administration af apotekervæsenet – det vil sige udligningsordning, apoteksstruktur og bevillinger mm. Endvidere foretager enheden vurderinger af ansøgninger om medicintilskud – så som generelt tilskud, klausuleret tilskud, revurdering af tilskudsstatus, kroniker-, forhøjet -, terminal og enkelttilskud, samt vurderinger af ansøgninger om tilskud til ernæringspræparater. Enheden beskæftiger sig også med sundhedspersoners tilknytning til lægemiddel- og medicovirksomheder mv. Endelig er enheden også sekretariat for Medicintilskudsnævnet samt ansvarlig for det Centrale Tilskuds Register (CTR).
Lægemiddelgodkendelse godkender medicin til både mennesker og dyr, samt udsteder markedsføringstilladelser. Markedsføringstilladelsen udgør den officielle godkendelse af lægemidler. Før medicin må udleveres og sælges i Danmark, skal det godkendes enten nationalt eller efter EU procedure. I Lægemiddelgodkendelsen behandles også variationsansøgninger, dvs. enhver ændring i produktresuméet eller dokumentationen, der ligger til grund for en markedsføringstilladelse til et lægemiddel. Lægemiddelgodkendelse udsteder også udleveringstilladelser for ikke-godkendte lægemidler. Desuden har virksomheder mulighed for at få rådgivning (scientific advice) om fremtidige ansøgninger. Endelig tager afdelingen sig også af mærkning og indlægssedler, der bl.a. indeholder vigtige oplysninger om, hvordan et lægemiddel virker, og hvilke bivirkninger man kan opleve ved brug af et givent lægemiddel.
Lægemiddelkontrol varetager Lægemiddelstyrelsens myndighedsarbejde som laboratorium for analytisk prøvning og kontrol af lægemidler. Enheden behandler reklamationer og indberetninger om kvalitetsfejl på lægemidler samt eventuelle tilbagekaldelsessager i den anledning. Lægemiddelkontrol fører endvidere tilsyn med og er ansvarlig for virksomhedstilladelser til håndtering og fremstilling af lægemidler og euforiserende stoffer. Endelig fører enheden til med kliniske forsøg (GCP - Good Clinical Practice), farmakologiske og farmakokinetiske dyreforsøg (GLP) og virksomheders overvågning af bivirkninger (GVP).
Lægemiddelsikkerhed & Medicinsk udstyr håndterer og analyserer enheden bivirkningsindberetninger fra borgere, læger, andre sundhedspersoner og industrien, og gennemfører kausalitetsvurderinger. Enheden driver Interaktionsdatabasen, udfører signalgenerering i henhold til den samlede foreliggende viden og arbejder med risikominimering. Enheden varetager endvidere de opgaver, Lægemiddelstyrelsen har ansvaret for i rollen som den kompetente danske myndighed på området for medicinsk udstyr. Det omfatter bl.a. godkendelse af kliniske forsøg og markedsovervågning baseret på indberetninger fra borgere, sundhedsvæsenet og den medicotekniske industri. Endelig behandler enheden sager om reklame for lægemidler, medicinsk udstyr og sundhedsydelser.
Medicinsk evaluering & biostatistik er en ny enhed, der samler styrelsens læger, der evaluerer ny medicin samt har det lægelige ansvar for evaluering af godkendt medicin. Endvidere er der etableret en ny biostatistisk funktion med såvel biostatistisk ekspertise som ekspertise i farmakometri og biosimulering (http://laegemiddelstyrelsen.dk/da/om/organisation).

## Lægemiddelstyrelsens internationale arbejde
Lægemiddelstyrelsen har et omfattende samarbejde med andre europæiske lande. Det foregår gennem Det Europæiske Lægemiddelagentur, EMA Arkiveret 26. maj 2012 hos  Wayback Machine, der er ansvarlig for den videnskabelige evaluering af medicin til central godkendelse i hele EU. EMA fungerer som samarbejdsorgan, når advarsler om ny opdagede bivirkninger skal kommunikeres på tværs af Europa.
Derudover foregår det internationale samarbejde også via samarbejdet i HMA, Heads of Medicines Agencies, hvor direktørerne for lægemiddelmyndighederne i EU’s medlemslande mødes.

## Lægemiddelstyrelsens formidling
Lægemiddelstyrelsens hjemmeside – www.laegemiddelstyrelsen.dk– stiller nyheder, gældende lovgivning, vejledninger og anden aktuel information til rådighed på såvel dansk som engelsk.
Lægemiddelstyrelsen vedligeholder bl.a. en database over formodede bivirkninger ved al medicin, indberettet af sundhedsprofessionelle, brugere og pårørendende. Alle data kan vises interaktivt.
Derudover er Lægemiddelstyrelsen på en række af de mest benyttede sociale medier som Facebook, LinkedIn, Twitter og YouTube.